# Cnemophilidae
Gli Cnemophilidae Mayr, 1962 sono una famiglia di uccelli passeriformi diffusa in Nuova Guinea.

## Descrizione
Alla famiglia appartengono uccelli di piccole dimensioni (17–24 cm) e dall'aspetto paffuto, muniti di becco piccolo e sottile (ma per contro dalla bocca piuttosto larga), ali arrotondate e coda squadrata: le zampe sono piccole e i piedi deboli e non adatti alla manipolazione, e la regione nasale non è ossificata.

Le tre specie differiscono fra loro per colorazione, tuttavia in tutte è presente dimorfismo sessuale, più evidente nelle due specie di Cnemophilus (dove la femmina possiede colorazione sobria e mimetica, in contrasto coi colori brillanti del maschio) rispetto a Loboparadisea (dove la femmina manca delle caruncole nasali).

## Distribuzione e habitat
Tutte le specie della famiglia sono endemiche della Nuova Guinea, della quale abitano le aree di foresta pluviale montana e foresta nebulosa dell'asse montuoso centrale.

## Biologia
I membri di questa famiglia sono tutti diurni e tendenzialmente solitari, molto timidi e dalla dieta in massima parte frugivora, sebbene possano nutrirsi molto sporadicamente anche di invertebrati. Le abitudini riproduttive sono largamente sconosciute, tuttavia una specie (la paradisea vellutata) sembrerebbe mostrare poliginia, con le femmine che si occupano da sole di costruire il nido (che è sferico, e non a coppa come negli uccelli del paradiso propriamente detti), covare l'unico uovo deposto e curarsi del nidiaceo.

## Tassonomia
A lungo trattate come appartenenti alla famiglia Paradisaeidae col rango di sottofamiglia (Cnemophilinae), e come tali attribuite ai Corvida, attualmente le tre specie di cnemofilidi vengono considerate come facenti parte di famiglia a sé stante (Cnemophilidae per l'appunto), occupante un ramo basale dei Passerida, i cui parenti più prossimi sarebbero Campephagidae e Melanocharitidae.
La famiglia Cnemophilidae comprende tre specie, ripartite in due generi:
- Genere Cnemophilus De Vis, 1890
  - Cnemophilus loriae (Salvadori, 1894) - paradisea di Loria;
  - Cnemophilus macgregorii De Vis, 1890 - paradisea crestata
- Genere Loboparadisea Rothschild, 1896
  - Loboparadisea sericea Rothschild, 1896 - paradisea pettogiallo